# Fånytta

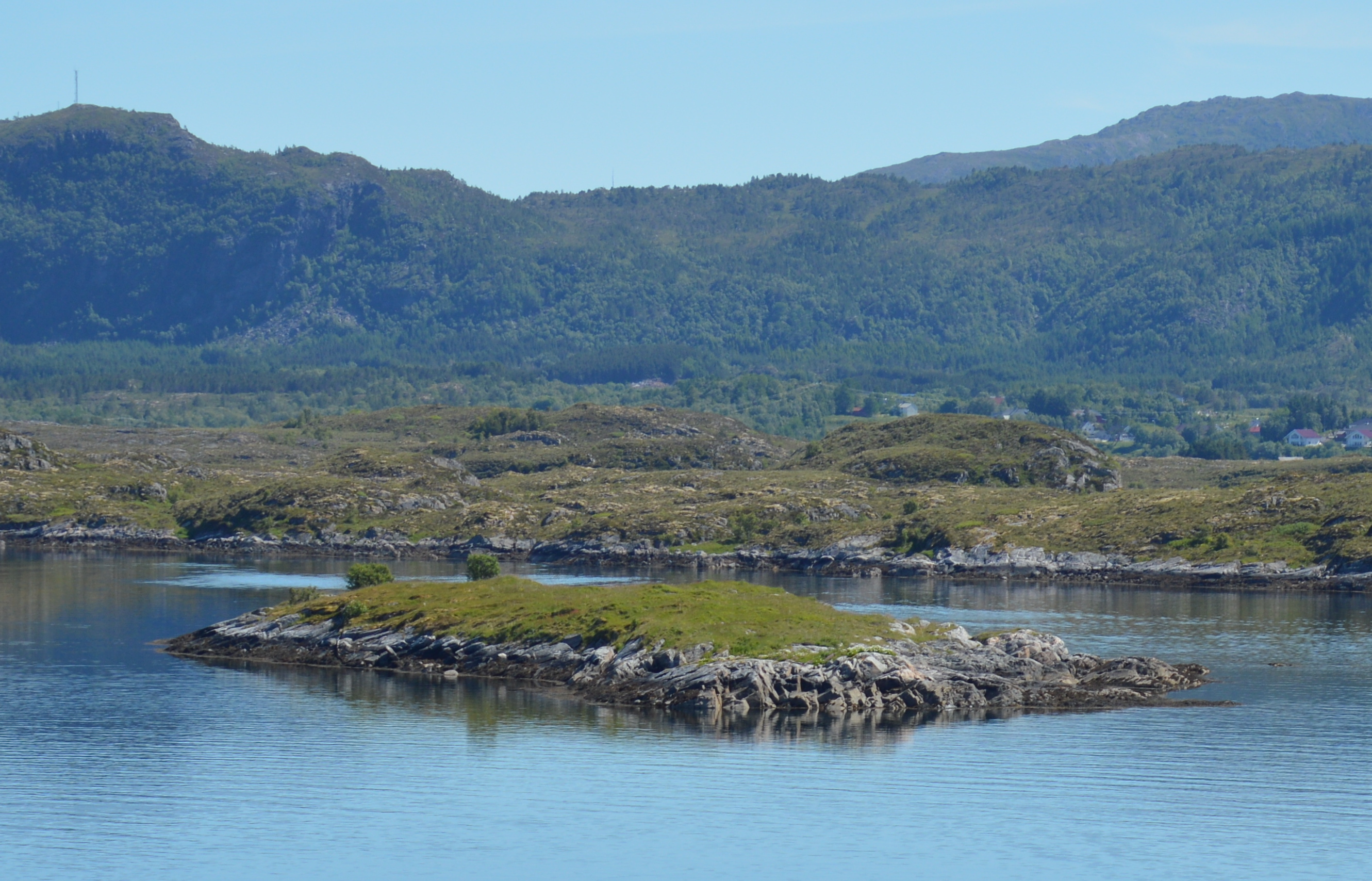
Fånytta, Blick aus nordwestlicher Richtung von Håholmen

Fånytta ist eine Schäreninsel an der norwegischen Küste des Europäischen Nordmeers und gehört zur Gemeinde Averøy in der Provinz Møre og Romsdal. 
Sie liegt am Ausgang des Lauvøyfjords, südöstlich der Insel Håholmen. In West-Ost-Richtung erstreckt sich die unbewohnte, felsige, nur spärlich bewachsene Insel über etwa 180 Meter bei einer Breite von bis zu etwa 50 Metern. 